# 黒い牡牛
『黒い牡牛』（くろいおうし、The Brave One）は、1956年のアメリカ合衆国のドラマ映画。
監督はアーヴィング・ラパー。アカデミー原案賞を獲得し、また編集賞と録音賞にノミネートされた。原案としてクレジットされているロバート・リッチは下院非米活動委員会への証言拒否により1947年にハリウッド・テンの一人としてブラックリスト入りしたダルトン・トランボである。トランボには1975年にアカデミー賞が贈られた。

## キャスト
※括弧内は日本語吹替（初回放送1971年5月3日『月曜ロードショー』）
- マイケル・レイ（英語版）（菅谷政子）
- ロドルフォ・オヨ・Jr（英語版）（千葉順二）
- エルザ・カルデナス（英語版）（恵比寿まさ子）
- カルロス・ナヴァロ（英語版）
- ジョイ・ランシング（英語版）

## 評価

### 興行成績
キング・ブラザーズ（英語: King Brothers Productions）はこの映画の興行失敗により600万ドルの損失を出したとしてRKOを訴えた。

### 受賞とノミネート
| 賞           | 部門   | 候補                                                 | 結果       |
| ------------ | ------ | ---------------------------------------------------- | ---------- |
| アカデミー賞 | 原案賞 | ダルトン・トランボ（当初は「ロバート・リッチ」名義） | 受賞       |
| アカデミー賞 | 編集賞 | メリル・G・ホワイト                                  | ノミネート |
| アカデミー賞 | 録音賞 | バディ・マイヤーズ                                   | ノミネート |